# سیارک ۵۲۶۳
سیارک ۵۲۶۳ (به انگلیسی: 5263 Arrius، نامگذاری:1991GY9) پنج هزار و دویست و شصت و سومین سیارک کشف شده‌است که در ۱۳ آوریل ۱۹۹۱ کشف شد.
قدر مطلق سیارک برابر ۱۱٫۶۰ است.